# La Bussola (gruppo fotografico)
Il Gruppo fotografico La Bussola è stata un'associazione di fotografi italiana creata nel 1947 a Milano con l'obiettivo di promuovere la fotografia come arte dal punto di vista professionale e non semplicemente documentario, secondo una idea di rinnovamento.
I principali membri fondatori furono Giuseppe Cavalli, Mario Finazzi, Ferruccio Leiss, Federico Vender e Luigi Veronesi, che firmarono il Manifesto del gruppo fotografico La Bussola, pubblicato, nel maggio del 1947, sul numero 5 della rivista "Ferrania"; vi aderisce Fosco Maraini. Presto, il gruppo dovette confrontarsi col Gruppo Friuliano per una nuova fotografia (1955 - 1959) formato di fotografi come Italo Zannier, Toni del Tin, Aldo Beltrame, Fulvio Roiter, Carlo Bevilacqua e Giuliano Borghesan, che proponeva invece una fotografia documentaria e compromessa con la realtà sociale, secondo le idee del neorealismo implicante il fatto che la fotografia dovesse essere per prima cosa funzionale a esprimere la storia del proprio tempo .
In seguito a un aumento del numero dei membri del gruppo, Giuseppe Cavalli formò nel 1954 un nuovo gruppo denominato Associazione Fotografica Misa. Tra i nuovi membri c'erano fotografi giovani come Mario Giacomelli, Renzo Tortelli, Ferruccio Ferroni, Piergiorgio Branzi e Alfredo Camisa.